# Saison 1968-1969 de la LIH
Saison précédente Saison suivante
La Saison 1968-1969 est la vingt-quatrième saison de la ligue internationale de hockey.
Les Gems de Dayton remportent la Coupe Turner en battant les Mohawks de Muskegon en série éliminatoire.

## Saison régulière
La ligue change le format des séries éliminatoire, faisant maintenant participer six équipe au lieu de quatre.

### Classement de la saison régulière
Pour les significations des abréviations, voir Statistiques du hockey sur glace.
| Clt   | Équipe                  | PJ | V  | D  | N  | BP  | BC  | Pts |
| ----- | ----------------------- | -- | -- | -- | -- | --- | --- | --- |
| +001, | Gems de Dayton          | 72 | 40 | 21 | 11 | 313 | 227 | 91  |
| +002, | Blades de Toledo        | 72 | 41 | 23 | 8  | 282 | 235 | 90  |
| +003, | Mohawks de Muskegon     | 72 | 34 | 29 | 9  | 332 | 287 | 77  |
| +004, | Flags de Port Huron     | 72 | 28 | 30 | 14 | 285 | 289 | 70  |
| +005, | Komets de Fort Wayne    | 72 | 24 | 33 | 15 | 235 | 262 | 63  |
| +006, | Checkers de Columbus    | 72 | 26 | 37 | 9  | 286 | 333 | 61  |
| +007, | Oak Leafs de Des Moines | 72 | 21 | 41 | 10 | 226 | 326 | 52  |

- Champion de la saison régulière
- Qualifié pour les séries éliminatoires

### Meilleurs pointeurs
| Joueur         | Équipe     | PJ | B  | A  | Pts | Pun |
| -------------- | ---------- | -- | -- | -- | --- | --- |
| Don Westbrooke | Dayton     | 72 | 59 | 59 | 118 | 28  |
| Bert Fizzell   | Columbus   | 72 | 37 | 67 | 104 | 12  |
| Gary Ford      | Muskegon   | 71 | 41 | 61 | 102 | 62  |
| Doug Volmar    | Columbus   | 72 | 63 | 28 | 91  | 74  |
| Dunc Rousseau  | Dayton     | 70 | 35 | 53 | 88  | 172 |
| Alton White    | Columbus   | 72 | 35 | 50 | 85  | 8   |
| Bryan McLay    | Muskegon   | 68 | 29 | 56 | 85  | 66  |
| Geoff Powis    | Port Huron | 71 | 48 | 36 | 84  | 28  |
| Stan Maxwell   | Toledo     | 69 | 34 | 49 | 83  | 54  |
| Bob Smith      | Muskegon   | 65 | 38 | 44 | 82  | 32  |

## Séries éliminatoires
Au terme de la saison régulière, une compétition s'échelonnant sur trois rencontres oppose les six meilleurs équipes de la saison régulière. Les quatre meilleures équipes s'affrontent en demi-finale, soit le premier affronte le troisième et le deuxième fait face aux quatrième. Les demi-finale se déroulent au meilleur de trois parties, les vainqueurs s'affrontent pour l'obtention de la Coupe Turner.
| Clt   | Équipe               | PJ | V | D | BP | BC |
| ----- | -------------------- | -- | - | - | -- | -- |
| +001, | Mohawks de Muskegon  | 3  | 3 | 0 | 20 | 6  |
| +002, | Gems de Dayton       | 3  | 3 | 0 | 8  | 6  |
| +003, | Blades de Toledo     | 3  | 1 | 2 | 15 | 17 |
| +004, | Komets de Fort Wayne | 3  | 1 | 2 | 10 | 15 |
| +005, | Checkers de Columbus | 3  | 1 | 2 | 10 | 15 |
| +006, | Flags de Port Huron  | 3  | 0 | 3 | 11 | 16 |

- Qualifié pour les demi-finales

### Tableau
|  | Demi-finales         | Demi-finales   |                     |   | Finale | Finale |
|  | Demi-finales         | Demi-finales   |                     |   | Finale | Finale |
|  |                      |                |                     |   |        |        |
|  |                      |                |                     |   |        |        |
|  |                      |                |                     |   |        |        |
|  | Mohawks de Muskegon  | 3              |                     |   |        |        |
|  | Mohawks de Muskegon  | 3              |                     |   |        |        |
|  | Blades de Toledo     | 2              |                     |   |        |        |
|  | Blades de Toledo     | 2              | Mohawks de Muskegon | 0 |        |        |
|  |                      |                | Mohawks de Muskegon | 0 |        |        |
|  |                      | Gems de Dayton | 3                   |   |        |        |
|  | Gems de Dayton       | Gems de Dayton | 3                   | 3 |        |        |
|  | Gems de Dayton       |                |                     | 3 |        |        |
|  | Komets de Fort Wayne | 0              |                     |   |        |        |
|  | Komets de Fort Wayne | 0              |                     |   |        |        |

### Demi-finales
Les vainqueur du tournois préliminaire, les Mohawks de Muskegon font face aux Blades de Toledo, alors que l'équipe ayant terminé deuxième, les Gems de Dayton affrontent les Komets de Fort Wayne.
| Date      | Équipe à domicile   | Score | Équipe visiteuse    |
| --------- | ------------------- | ----- | ------------------- |
| 1er avril | Blades de Toledo    | 4-2   | Mohawks de Muskegon |
| 3 avril   | Mohawks de Muskegon | 6-4   | Blades de Toledo    |
| 5 avril   | Blades de Toledo    | 7-5   | Mohawks de Muskegon |
| 6 avril   | Mohawks de Muskegon | 3-2   | Blades de Toledo    |
| 8 avril   | Blades de Toledo    | 4-5   | Mohawks de Muskegon |

Les Mohawks de Muskegon remportent la série 3 victoires à 2.
| Date    | Équipe à domicile    | Score | Équipe visiteuse     |
| ------- | -------------------- | ----- | -------------------- |
| 2 avril | Gems de Dayton       | 7-0   | Komets de Fort Wayne |
| 4 avril | Gems de Dayton       | 2-1   | Komets de Fort Wayne |
| 5 avril | Komets de Fort Wayne | 3-5   | Gems de Dayton       |

Les Gems de Dayton remportent la série 3 victoires à 0.

### Finale
La finale oppose les vainqueurs de leur série respectives, les Mohawks de Muskegon et les Gems de Dayton. Pour remporter la finale les équipes doivent obtenir trois victoires.
| Date     | Équipe à domicile   | Score | Équipe visiteuse    |
| -------- | ------------------- | ----- | ------------------- |
| 10 avril | Gems de Dayton      | 7-6   | Mohawks de Muskegon |
| 12 avril | Gems de Dayton      | 4-1   | Mohawks de Muskegon |
| 13 avril | Mohawks de Muskegon | 7-2   | Gems de Dayton      |

Les Gems de Dayton remportent la série 3 victoires à 0.

### Effectifs de l'équipe championne
Voici l'effectif des Gems de Dayton, champion de la Coupe Turner 1969:
- Entraîneur : Larry Wilson.
- Joueurs : John Adams, Freeman Asmundson, Alain Beaulé, Maurice Benoit, Cliff Bristow, Mike Corbett, Sid Garant, Garry MacMillan, Gord Malinoski, Gerry Mazur, Barry Merrell, Dunc Rousseau, Pat Rupp, Lorne Weighill, Don Westbrooke.

## Trophée remis
| Trophée               | Description                       | Vainqueur       |
| --------------------- | --------------------------------- | --------------- |
| Coupe Turner          | Champion des séries éliminatoires | Gems de Dayton. |
| Trophée Fred-A.-Huber | Champion de la saison régulière   | Gems de Dayton. |

| Trophée                  | Description                                         | Vainqueur                                                             |
| ------------------------ | --------------------------------------------------- | --------------------------------------------------------------------- |
| Trophée Leo-P.-Lamoureux | Meilleur pointeur                                   | Don Westbrooke, Gems de Dayton.                                       |
| Trophée James-Gatschene  | Meilleur joueur                                     | Don Westbrooke, Gems de Dayton et Len Thornson, Komets de Fort Wayne. |
| Trophée Garry-F.-Longman | Meilleur joueur recrue                              | Doug Volmar, Checkers de Columbus.                                    |
| Trophée des gouverneurs  | Meilleur défenseur                                  | Moe Benoit et Alain Beaulé, Gems de Dayton.                           |
| Trophée James-Norris     | Gardien avec la plus faible moyenne de buts alloués | John Adams et Pat Rupp, Gems de Dayton.                               |